# 科勒尼鎮區 (愛荷華州亞當斯縣)
科勒尼鎮區（英語：Colony Township）是位於美國愛荷華州亞當斯縣的一個行政鎮區。

## 地方資料
根據2010年美國人口普查的數據，科勒尼鎮區的面積為92.33平方千米，當中陸地面積為92.31平方千米，而水域面積為0.02平方千米。當地共有人口174人，而人口密度為每平方千米1.88人。